# 제3회 인디다큐페스티발
제3회 인디다큐페스티발은 2003년 10월 23일에 열린 시상식이다.

## 수상 및 후보

### 국내 신작전
- D-? - 유소라
- 학교 - 남태제
- 이중의 적 - 이지영
- 여정 - 주현숙
- 봄이오면 - 정수연
- 소금-철도여성 노동자 이야기 - 박정숙
- 미친 시간 - 이마리오
- 노동자들은 알고 있었습니다- 한국조폐공사 노동조합 史 2부 - 태준식
- 마지막 고약 - 백민정
- 노동자다 아니다 - 김미례
- 나와 부엉이 - 박경태
- 각하의 만수무강 - 김경만
- 나는 다큐멘터리 감독이 되고 싶었다 - 이은아
- 더 클로지드 - 홍준규
- 김종태의 꿈 - 김성환
- 다른 세계는 가능하다! - 이조훈
- 거북이 시스터즈 - 이영

### 올해의 초점
- 포드차 통행 - 하니 아부 아사드
- 마지막 택시 - 샘 부타스
- 쉿! - 빅터 코사코프스키
- 발전 뉴 델리 - 바니 수브라마니안

### 특별 회고전
- 미 1번 국도 - 로버트 크레이머
- 아이스(영어판) - 로버트 크레이머
- 그러니까 이런 거지 - 로버트 크레이머
- 출발점 - 로버트 크레이머
- 피플스 워 - 로버트 크레이머

### P.O.V 특별전
- 이방의 여인들 - 박혜정, J.T.타카기
- 카메라를 든 이방인 - 엘리자베스 배럿
- 메이의 미국 - 마를로 포라스
- 마크와 앤 - 레스 블랭크외 2명
- 거울아 거울아 - 잔 크래비츠
- 상관하지 마 - 앨런 벌리너
- 하이브리드 : 옥수수를 향한 한 남자의 열정 - 몬티스 맥콜럼